# Arenocoris
Arenocoris is een geslacht van wantsen uit de familie randwantsen (Coreidae). Het geslacht werd voor het eerst wetenschappelijk beschreven door Carl Wilhelm Hahn in 1834.

## Soorten
Het genus bevat de volgende soorten:

- Arenocoris fallenii (Schilling, 1829)
- Arenocoris intermedius (Jakovlev, 1883)
- Arenocoris latissimus Seidenstücker, 1960
- Arenocoris waltlii (Herrich-Schäffer, 1834)